# Papilio iswaroides
Papilio iswaroides is een vlinder uit de familie van de pages (Papilionidae). De wetenschappelijke naam van de soort is voor het eerst geldig gepubliceerd in 1897 door Hans Fruhstorfer.